# Regiunea Arusha
Arusha este o regiune a Tanzaniei a cărei capitală este Arusha. Are o populație de 1.475.973 locuitori și o suprafață de 36.000 km2.

## Subdiviziuni
Această regiune este divizată în 5 districte:
- Districtul Arumeru
- Districtul Arusha
- Districtul Karatu
- Districtul Monduli
- Districtul Ngorongoro